# Xavi Valero
Vicent Javier Valero Verchili, más conocido como Xavi Valero (Castellón de la Plana, 28 de febrero de 1973), es un exfutbolista y entrenador de porteros de fútbol.  A trabajado en equipos como Real Madrid, SSC Napoli, Liverpool FC, Inter de Milán, Chelsea FC y West Ham United FC. Actualmente es entrenador de porteros del Liverpool Football Club de la Premier League.
En su palmarés como técnico constan un Mundialito de Clubes conquistado con el Inter de Milán, una Europa League conquistada con el Chelsea, una Copa de Italia con el Napoli, y 2 Supercopas de Italia, una conquistada con el Inter de Milán y la segunda con el Napoli. 

## Trayectoria
Su carrera anterior como portero transcurrió en el Castellón, Mallorca, Logroñés (donde trabajó con José Manuel Ochotorena), Real Murcia, Córdoba, y una corta aventura con el Wrexham galés,donde mejoró su inglés aprendido en la Universidad Jaume I de Castellón.
Después de retirarse del fútbol en activo, Valero empezó a formarse como entrenador, obteniendo un máster como entrenador de porteros de la Real Federación Española de Fútbol y un máster en psicología deportiva de la UNED en Madrid.
Después que José Ochotorena decidiera volver a España para trabajar con el Valencia, Rafa Benítez eligió a Valero como entrenador de porteros del Liverpool (2007), del Inter de Milán (2010), del Chelsea (2012), del Napoli (2013) y del Real Madrid (2015).

## Clubes

### Como futbolista
| Club             | País   | Año         |
| ---------------- | ------ | ----------- |
| CD Castellón     | España | 1993 - 1994 |
| CD Benicarló     | España | 1994 - 1995 |
| CD Castellón     | España | 1995 - 1996 |
| RCD Mallorca "B" | España | 1996 - 1997 |
| RCD Mallorca     | España | 1996 - 1997 |
| CD Logroñés      | España | 1997 - 2000 |
| CD Castellón     | España | 2000 - 2002 |
| Real Murcia CF   | España | 2002 - 2003 |
| Córdoba CF       | España | 2003 - 2004 |
| Wrexham FC       | Gales  | 2004 - 2005 |
| RCR de Huelva    | España | 2005 - 2006 |
| UDA Gramenet     | España | 2006 - 2007 |

### Como entrenador de porteros
| Club                   | País       | Año               |
| ---------------------- | ---------- | ----------------- |
| Liverpool FC           | Inglaterra | 2007 - 2010       |
| FC Inter de Milán      | Italia     | 2010              |
| Chelsea FC             | Inglaterra | 2012 - 2013       |
| SSC Napoli             | Italia     | 2013 - 2015       |
| Real Madrid CF         | España     | 2015 - 2016       |
| Hebei China Fortune FC | China      | 2016 - 2018       |
| West Ham United        | Inglaterra | 2018 - Actualidad |

- Datos: Q1323128
- Multimedia: Xavi Valero / Q1323128